# Ludwig Leitner
Ludwig Leitner (ur. 24 lutego 1940 w Mittelbergu, zm. 21 marca 2013 tamże) – niemiecki narciarz alpejski pochodzenia austriackiego, trzykrotny medalista mistrzostw świata.

## Kariera
W zawodach Pucharu Świata zadebiutował 14 stycznia 1967 roku w Wengen, zajmując 33. miejsce w zjeździe. Pierwsze punkty (do sezonu 1978/79 punktowało tylko dziesięciu najlepszych zawodników) zdobył 20 stycznia 1968 roku w Kitzbühel, gdzie był siódmy w zjeździe. Nigdy nie stanął na podium zawodów tego cyklu. W klasyfikacji generalnej sezonu 1967/1968 zajął 45. miejsce.
Wystartował na mistrzostwach świata w Badgastein w 1958 roku, gdzie zajął 8. miejsce w kombinacji, 9. w slalomie, 11. w zjeździe i 18. w gigancie. Blisko medalu był podczas igrzysk olimpijskich w Squaw Valley w 1960 roku, kończąc slalom na czwartej pozycji. W walce o podium lepszy okazał się Francuz Charles Bozon. Na rozgrywanych dwa lata później mistrzostwach świata w Chamonix wywalczył brązowy medal w kombinacji. W zawodach tych wyprzedzili go tylko dwaj Austriacy: Karl Schranz i Gerhard Nenning. Na tej samej imprezie był piąty w slalomie, dziesiąty w gigancie i szesnasty w zjeździe. Kolejny medal zdobył podczas igrzysk olimpijskich w Innsbrucku. W rozgrywanej tam kombinacji wywalczył złoty medal, jednak konkurencja ta nie była konkurencją olimpijską, rozgrywana była w ramach mistrzostw świata. Wyprzedził tam Gerharda Nenninga i Billy’ego Kidda z USA. W konkurencjach olimpijskich był piąty w zjeździe i slalomie oraz ósmy w gigancie. Następnie wywalczył brązowy medal w kombinacji na rozgrywanych w 1966 roku mistrzostwach świata w Portillo. Tym razem lepsi okazali się Francuzi: Jean-Claude Killy i Léo Lacroix. Brał również udział w igrzyskach olimpijskich w Grenoble w 1968 roku, 12. miejsce w zjeździe i slalomie oraz 23. w gigancie. W nieolimpijskiej kombinacji zajął piątą pozycję.
Był 15-krotnym mistrzem RFN: w zjeździe [1964-1966, 1968), slalomie (1958, 1960, 1963, 1965), gigancie (1958, 1963, 1967) i kombinacji (1958, 1962–1964).
Jego brat Mathias Leitner reprezentował Austrię w narciarstwie alpejskim.

## Osiągnięcia

### Igrzyska olimpijskie
| Miejsce | Dzień       | Rok  | Miejscowość  | Konkurencja | Czas biegu | Strata | Zwycięzca         |
| ------- | ----------- | ---- | ------------ | ----------- | ---------- | ------ | ----------------- |
| 18.     | 21 lutego   | 1960 | Squaw Valley | Gigant      | 1:48,3     | +5,3   | Roger Staub       |
| 11.     | 22 lutego   | 1960 | Squaw Valley | Zjazd       | 2:06,0     | +4,2   | Jean Vuarnet      |
| 4.      | 24 lutego   | 1960 | Squaw Valley | Slalom      | 2:08,9     | +1,6   | Ernst Hinterseer  |
| 5.      | 31 stycznia | 1964 | Innsbruck    | Zjazd       | 2:18,16    | +1,51  | Egon Zimmermann   |
| 8.      | 2 lutego    | 1964 | Innsbruck    | Gigant      | 1:46,71    | +3,33  | François Bonlieu  |
| 5.      | 8 lutego    | 1964 | Innsbruck    | Slalom      | 2:11,13    | +1,81  | Josef Stiegler    |
| 12.     | 9 lutego    | 1968 | Grenoble     | Zjazd       | 1:59,85    | +2,69  | Jean-Claude Killy |
| 23.     | 12 lutego   | 1968 | Grenoble     | Gigant      | 3:29,28    | +9,57  | Jean-Claude Killy |
| 12.     | 17 lutego   | 1968 | Grenoble     | Slalom      | 1:39,73    | +3,77  | Jean-Claude Killy |

### Mistrzostwa świata
| Miejsce | Dzień       | Rok  | Miejscowość  | Konkurencja | Czas biegu | Strata     | Zwycięzca         |
| ------- | ----------- | ---- | ------------ | ----------- | ---------- | ---------- | ----------------- |
| 9.      | 2 lutego    | 1958 | Badgastein   | Slalom      | 1:55,1     | +10,1      | Josef Rieder      |
| 26.     | 5 lutego    | 1958 | Badgastein   | Gigant      | 1:48,8     | +16,4      | Toni Sailer       |
| 14.     | 9 lutego    | 1958 | Badgastein   | Zjazd       | 2:28,5     | +9,4       | Toni Sailer       |
| 8.      | 9 lutego    | 1958 | Badgastein   | Kombinacja  | 0,36 pkt   | +23,41 pkt | Toni Sailer       |
| 18.     | 21 lutego   | 1960 | Squaw Valley | Gigant      | 1:48,3     | +5,3       | Roger Staub       |
| 11.     | 22 lutego   | 1960 | Squaw Valley | Zjazd       | 2:06,0     | +4,2       | Jean Vuarnet      |
| 4.      | 24 lutego   | 1960 | Squaw Valley | Slalom      | 2:08,9     | +1,6       | Ernst Hinterseer  |
| 5.      | 24 lutego   | 1960 | Squaw Valley | Kombinacja  | 3,98 pkt   | +4,11 pkt  | Guy Périllat      |
| 5.      | 12 lutego   | 1962 | Chamonix     | Slalom      | 2:21,67    | +3,69      | Charles Bozon     |
| 10.     | 15 lutego   | 1962 | Chamonix     | Gigant      | 1:38,97    | +3,56      | Egon Zimmermann   |
| 16.     | 18 lutego   | 1962 | Chamonix     | Zjazd       | 2:24,33    | +5,84      | Jean-Claude Killy |
| 3.      | 18 lutego   | 1962 | Chamonix     | Kombinacja  | 11,04 pkt  | +53,66 pkt | Jean-Claude Killy |
| 5.      | 31 stycznia | 1964 | Innsbruck    | Zjazd       | 2:18,16    | +1,51      | Egon Zimmermann   |
| 8.      | 2 lutego    | 1964 | Innsbruck    | Gigant      | 1:46,71    | +3,33      | François Bonlieu  |
| 5.      | 8 lutego    | 1964 | Innsbruck    | Slalom      | 2:11,13    | +1,81      | Josef Stiegler    |
| 1.      | 8 lutego    | 1964 | Innsbruck    | Kombinacja  | 2:11,13    | -          | -                 |
| 16.     | 7 sierpnia  | 1966 | Portillo     | Zjazd       | 1:34,40    | +2,86      | Jean-Claude Killy |
| 17.     | 10 sierpnia | 1966 | Portillo     | Gigant      | 3:19,42    | +7,95      | Guy Périllat      |
| 5.      | 14 sierpnia | 1966 | Portillo     | Slalom      | 1:41,56    | +1,51      | Carlo Senoner     |
| 3.      | 14 sierpnia | 1966 | Portillo     | Kombinacja  | 20,92 pkt  | +34,03 pkt | Jean-Claude Killy |
| 12.     | 9 lutego    | 1968 | Grenoble     | Zjazd       | 1:59,85    | +2,69      | Jean-Claude Killy |
| 23.     | 12 lutego   | 1968 | Grenoble     | Gigant      | 3:29,28    | +9,57      | Jean-Claude Killy |
| 12.     | 17 lutego   | 1968 | Grenoble     | Slalom      | 1:39,73    | +3,77      | Jean-Claude Killy |
| 5.      | 17 lutego   | 1968 | Grenoble     | Kombinacja  | 0,00 pkt   | ?          | Jean-Claude Killy |

### Puchar Świata

#### Miejsca w klasyfikacji generalnej
- sezon 1966/1967: -
- sezon 1967/1968: 45.

#### Miejsca na podium w zawodach
Leitner nigdy nie stanął na podium zawodów PŚ.